# Tienda libre de impuestos

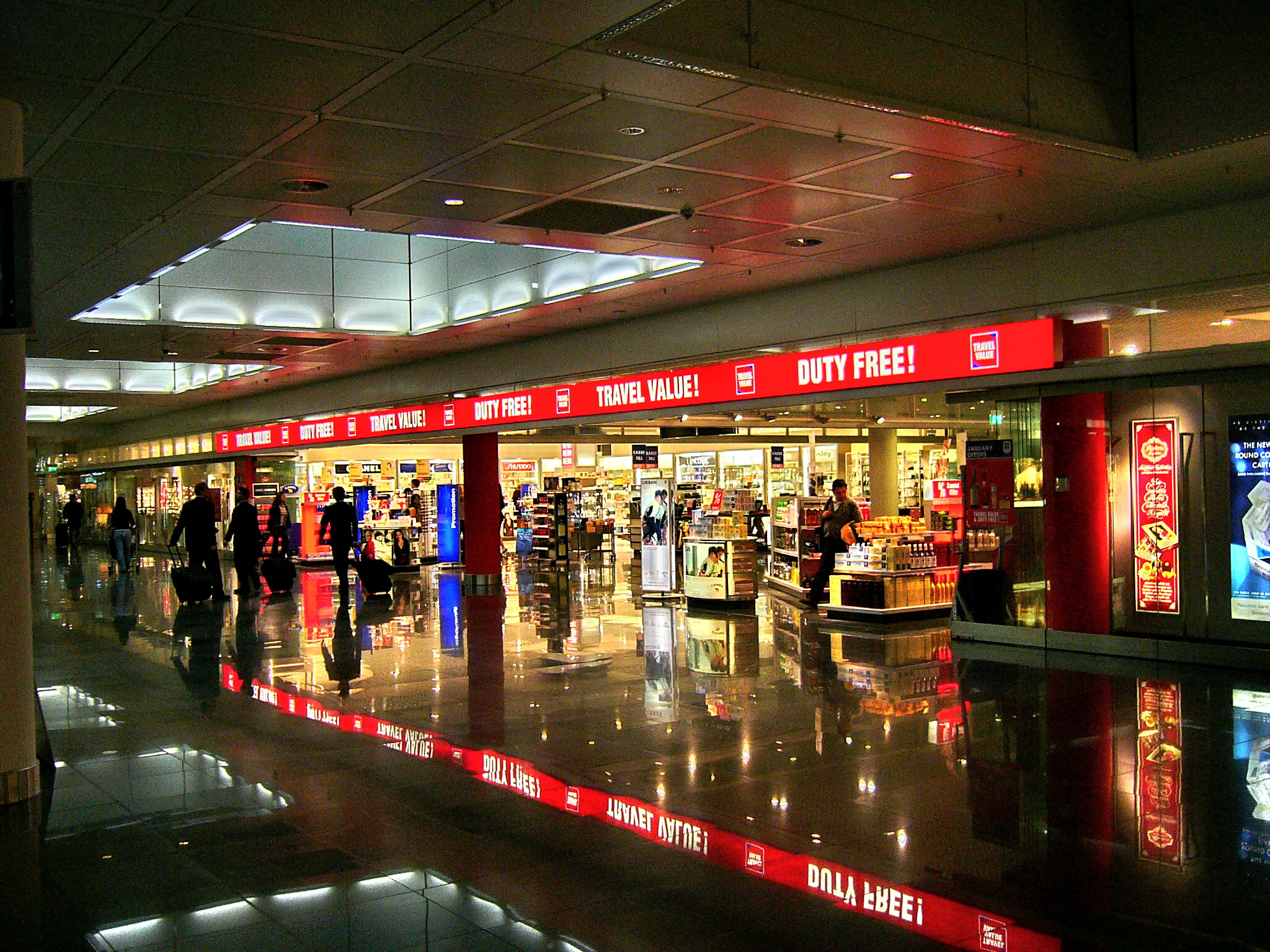
Tienda libre de impuestos en el aeropuerto de Múnich

Las tiendas libres de impuestos o, en inglés, duty-free shops son comercios al por menor que no aplican impuestos ni tasas locales o nacionales. Se encuentran a menudo en la zona internacional de los aeropuertos internacionales, puertos de mar o a bordo de las naves de pasajeros. No suele haber para viajeros por carretera o por tren, aunque varios pasos de frontera entre los Estados Unidos y Canadá tienen tiendas libres de impuestos para los viajeros por carretera.
Estos privilegios fueron suprimidos para los recorridos dentro de la Unión Europea (UE) en 1999, pero se conservan para los viajeros cuyo destino final está fuera de la UE. También venden a los viajeros del intra-EU pero con impuestos apropiados. Algunos territorios especiales del Estado miembro tales como Åland, Livigno o dentro de España, Ceuta, las Islas Canarias y Melilla están dentro del EU pero fuera de la unión de impuestos de la Unión Europea y todavía continúan así las ventas libres de impuestos para todos los viajeros.
Las compras libres de impuestos están también disponibles para los visitantes extranjeros en muchas tiendas ordinarias en algunas ciudades. En este caso, los visitantes pagarán el precio normal, pero se consolida el impuesto cuando se exportan las mercancías. En la caja de la UE, se consolida el impuesto cuando las mercancías salen del EU.

## Historia
La primera tienda libre de impuestos del mundo fue instalada en el aeropuerto de Shannon en Irlanda en 1947 y está en servicio desde esta fecha. Diseñó proporcionar un servicio para los pasajeros transatlánticos de la línea aérea que viajaban típicamente entre Europa y Estados Unidos en vuelos que paraban para reaprovisionarse de combustible en los viajes de salida y de entrada de sus viajes. Fue un éxito inmediato y se ha copiado por todo el mundo.
En América, el señor Alberto Motta Cardoze, considerado el “padre” de las tiendas libres de impuestos en América, procedió con el establecimiento de la primera tienda del hemisferio en el Aeropuerto Internacional de Tocumen, en Panamá, en el año 1949. 
Este concepto de las compras libres de impuestos fue ampliado por dos empresarios estadounidenses,  Chuck Feeney y Robert W. Miller, que crearon la corporación Duty Free Shoppers Group el 7 de noviembre de 1960. Comenzando en Hong Kong y extendiéndose desde allí a Europa y a América, la corporación creció finalmente hasta una empresa mundial. Robert Miller vendió su participación en esta corporación en 1996 por 954 millones de libras.

## Diferencias y similitudes entre duty-free shops y tax-free shopping
Las duty-free shops o tiendas libres de impuestos se encuentran ubicadas dentro de los aeropuertos después de seguridad , puertos, fronteras y lugares libres de impuestos incluyendo Cruceros. Estas tiendas permiten a los viajeros comprar productos exentos de IVA y de Duty (habitualmente alcohol y tabaco).
Mientras que el tax-free, es un servicio que ofrecen las tiendas para los turistas no residentes del país (en el caso de España, no pueden ser residentes de la Unión Europea), dónde la persona hace una compra, exenta de IVA. Este importe se descuenta al momento o posteriormente a través de procesos o proveedores de devolución de impuestos como Global Blue u otros. 

### Similitudes
Las principales similitudes pueden ser muy obvias, en ambos casos, son productos que compran los viajeros y que deben salir del país que se visita. Además, son productos de uso personal, regalos para nuestros amigos o familiares.
Por otro lado, las compras duty-free que se realicen estaran libres de impuestos, pero se debe tener en cuenta que al regresar al país de origen se podría aplicar un impuesto si la cantidad exceden los límites libres de impuestos de tu país de residencia.